# Anisoneura salebrosa
Anisoneura salebrosa là một loài bướm đêm trong họ Noctuidae.